# Società Sportiva Felice Scandone 2013-2014
Questa voce raccoglie le informazioni riguardanti la Società Sportiva Felice Scandone nelle competizioni ufficiali della stagione 2013-2014.

## Verdetti stagionali
Competizioni nazionali
- Serie A:

stagione regolare: 12º posto su 16 squadre (12-18);

## Stagione

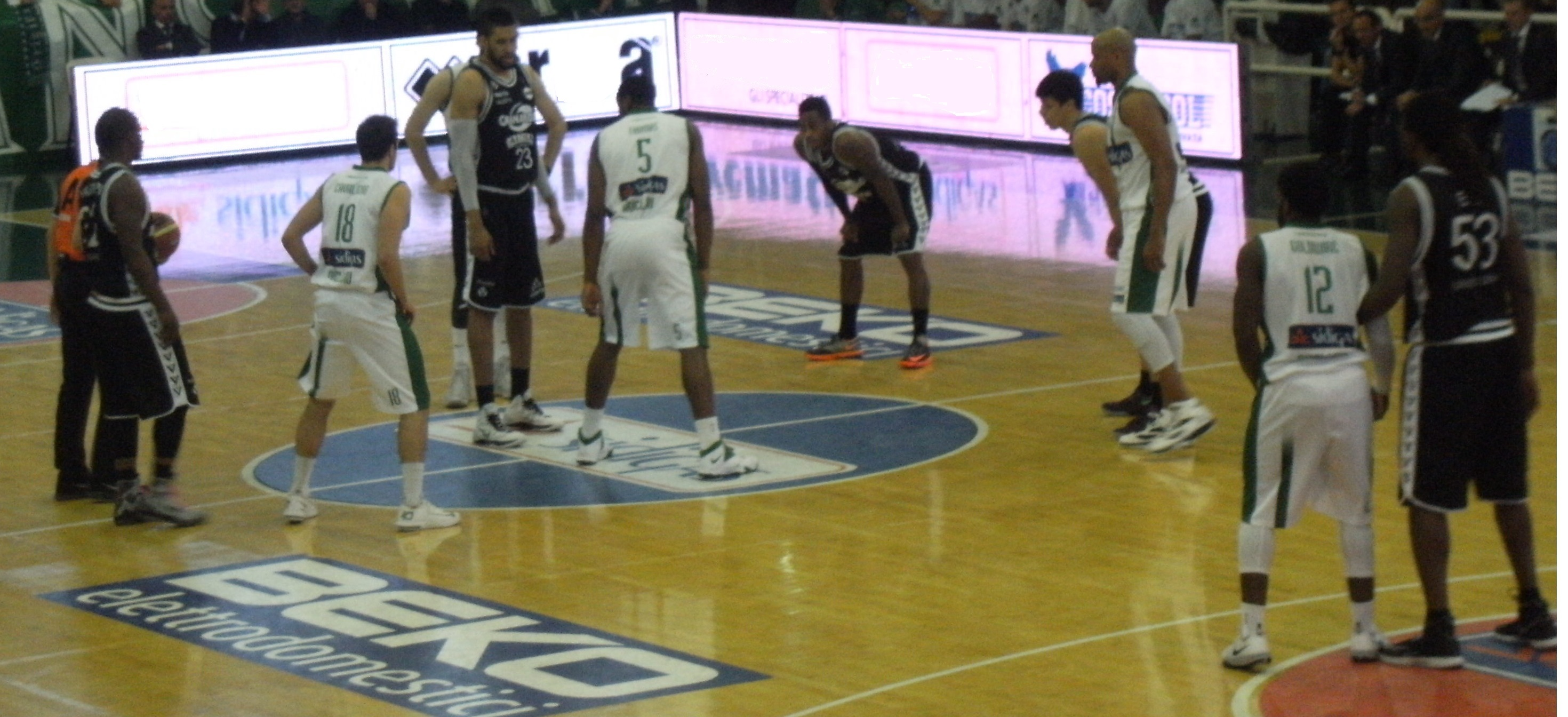
Fase di gioco dell'incontro Avellino-Bologna

La stagione 2013-2014 della Società Sportiva Felice Scandone sponsorizzata Sidigas, è la 14ª nel massimo campionato italiano di pallacanestro, la Serie A. La nuova stagione si apre con l'ufficializzazione del ritorno di Francesco Vitucci, che firma un contratto biennale. Nel mese di agosto vengono ufficializzati i rinnovi con Paul Biligha, Kalojan Ivanov, Nikola Dragović, Taquan Dean (non convocato dalla 16ª giornata) e l'ingaggio di Will Thomas. Nel mese di settembre vengono ufficializzati i rinnovi del contratto di Jeremy Richardson (non convocato dalla 16ª giornata), Valerio Spinelli, Jaka Lakovič e gli acquisti di Daniele Cavaliero (che torna ad Avellino dopo l'esperienza della stagione 2007-2008) e di Jarvis Hayes.
La squadra conclude il girone di andata in 9ª posizione in classifica a 14 punti (6 in più rispetto alla stagione precedente), non ottenendo la qualificazione alla Coppa Italia.
Il 5 febbraio 2014 viene ufficializzato l'ingaggio di Je'Kel Foster e, il 28 marzo, quelli di Kieron Achara e Leemire Goldwire.
Il girone di ritorno si conclude con la squadra in 12ª posizione in classifica a 24 punti (2 in meno rispetto alla stagione precedente), non ottenendo la qualificazione ai play-off.

## Roster
| Sidigas Avellino 2013-14 | Sidigas Avellino 2013-14 |
| Giocatori                | Staff tecnico            |
| ------------------------ | ------------------------ |

| N. | Naz.                                        | Ruolo | Nome                 | Anno | Alt.   | Peso   |  |
| -- | ------------------------------------------- | ----- | -------------------- | ---- | ------ | ------ |  |
| 5  | Stati Uniti (bandiera) · Georgia (bandiera) | C     | Will Thomas          | 1986 | 203 cm | 112 kg |  |
| 6  | Italia (bandiera)                           | AC    | Paul Biligha         | 1990 | 200 cm | 106 kg |  |
| 7  | Slovenia (bandiera)                         | P     | Jaka Lakovič         | 1978 | 186 cm | 78 kg  |  |
| 8  | Stati Uniti (bandiera) · Georgia (bandiera) | GA    | Jeremy Richardson    | 1984 | 201 cm | 95 kg  |  |
| 9  | Italia (bandiera)                           | P     | Valerio Spinelli (C) | 1979 | 185 cm | 75 kg  |  |
| 10 | Bulgaria (bandiera)                         | AC    | Kalojan Ivanov       | 1986 | 205 cm | 100 kg |  |
| 12 | Stati Uniti (bandiera)                      | P     | Leemire Goldwire     | 1985 | 183 cm | 88 kg  |  |
| 14 | Montenegro (bandiera)                       | AC    | Nikola Dragović      | 1987 | 206 cm | 106 kg |  |
| 15 | Italia (bandiera)                           | AG    | Ivan Morgillo        | 1992 | 206 cm | 100 kg |  |
| 18 | Italia (bandiera)                           | PG    | Daniele Cavaliero    | 1984 | 188 cm | 83 kg  |  |
| 22 | Regno Unito (bandiera)                      | AG    | Kieron Achara        | 1983 | 208 cm | 110 kg |  |
| 23 | Stati Uniti (bandiera)                      | G     | Je'Kel Foster        | 1983 | 191 cm | 98 kg  |  |
| 24 | Stati Uniti (bandiera) · Qatar (bandiera)   | AP    | Jarvis Hayes         | 1981 | 201 cm | 101 kg |  |
| 42 | Stati Uniti (bandiera)                      | G     | Taquan Dean          | 1983 | 193 cm | 90 kg  |  |
| -  | Italia (bandiera)                           | A     | Enrico De Vito       | 1996 | 186 cm |        |  |
| -  | Italia (bandiera)                           | A     | Davide Granata       | 1995 | 187 cm |        |  |
| -  | Italia (bandiera)                           | A     | Gianmarco Ianuale    | 1996 | 192 cm | 85 kg  |  |
| -  | Italia (bandiera)                           | C     | Mattia Picariello    | 1996 | 192 cm |        |  |
| -  | Italia (bandiera)                           | P     | Gianpaolo Ricci      | 1996 | 190 cm | 82 kg  |  |
| -  | Italia (bandiera)                           | A     | Alessio Ronconi      | 1995 | 188 cm | 80 kg  |  |
| -  | Italia (bandiera)                           | C     | Andrea Spera         | 1996 | 205 cm | 103 kg |  |

| Allenatore                                                           |
| - Francesco Vitucci                                                  |
| Assistente/i                                                         |
| - Gianluca De Gennaro - Gianluca Tucci Legenda - (C) Capitano Roster |

### Staff tecnico e dirigenziale
- Allenatore: Francesco Vitucci
- Assistente: Gianluca De Gennaro
- Assistente: Gianluca Tucci
- Preparatore Atletico: Silvio Barnabà
- Fisioterapista: Giuseppe Calò
- Fisioterapista: Franco Cerullo

- Presidente: Giuseppe Sampietro
- Vicepresidente: Gianandrea De Cesare
- Vicepresidente: Annamaria Malzoni
- Amministratore Delegato: Gianandrea De Cesare
- General Manager: Antonello Nevola
- Direttore Operativo: Marco Aloi
- Direttore Sportivo: Gaetano De Paola
- Relazioni Esterne: Maria Picariello
- Addetto stampa: Alfredo Bartoli
- Segreteria: Gianluca Di Domenico
- Commerciale e Marketing: Marco Aloi
- Resp. sito Internet: Alfredo Bartoli
- Resp. Statistiche: Giuseppe Adamo

## Mercato

### Sessione estiva
| Arrivi | Arrivi            | Arrivi         | Arrivi        |
| R      | Nome              | da             | Modalità      |
| ------ | ----------------- | -------------- | ------------- |
| C      | Will Thomas       | Karşıyaka      | definitivo    |
| PG     | Daniele Cavaliero | V.L. Pesaro    | definitivo    |
| AP     | Jarvis Hayes      | Ironi Ashkelon | definitivo    |
| PG     | Dan Mavraides     | Juvecaserta    | fine prestito |

| Partenze | Partenze          | Partenze                  | Partenze       |
| R        | Nome              | a                         | Modalità       |
| -------- | ----------------- | ------------------------- | -------------- |
| AC       | Linton Johnson    | Dinamo Sassari            | fine contratto |
| C        | Brandon Brown     |                           | ritirato       |
| G        | Jimmie Hunter     |                           | ritirato       |
| AP       | Nicholas Crow     | Fulgor L. Forlì           | fine contratto |
| C        | Lucio Salafia     | Scaligera Verona          | fine contratto |
| P        | Carmelo Iurato    | Virtus Ragusa             | fine prestito  |
| PG       | Dan Mavraides     |                           | ritirato       |
| A        | Gianmarco Ianuale | Scuola Basket Vito Lepore | fine prestito  |

### Dopo l'inizio della stagione
| Acquisti | Acquisti         | Acquisti       | Acquisti         | Acquisti   |
| R.       | Nome             | da             | data             | Modalità   |
| -------- | ---------------- | -------------- | ---------------- | ---------- |
| G        | Je'Kel Foster    | JSF Nanterre   | 13 febbraio 2014 | definitivo |
| AC       | Kieron Achara    | Akademik Sofia | 28 marzo 2014    | definitivo |
| P        | Leemire Goldwire | Jesi Academy   | 28 marzo 2014    | definitivo |

| Cessioni | Cessioni          | Cessioni   | Cessioni        | Cessioni    |
| R.       | Nome              | a          | data            | Modalità    |
| -------- | ----------------- | ---------- | --------------- | ----------- |
| GA       | Jeremy Richardson | Free agent | 23 gennaio 2014 | rescissione |
| G        | Taquan Dean       | Free agent | 23 gennaio 2014 | rescissione |

## Risultati

### Serie A

#### Regular season

##### Girone di andata
| Arbitri: | Mark Bartoli (Trieste) Gabriele Bettini (Bologna) Massimiliano Filippini (San Lazzaro di Savena) |

|                                                      |            |                                 |
| Hayes 18 Thomas 15 Cavaliero, Lakovič, Richardson 12 | Punti      | 18 Trasolini 18 Turner 16 Musso |
| Lakovič 8                                            | Assist     | 4 Young                         |
| Thomas 7                                             | Rimbalzi   | 9 Anosike                       |
| Francesco Vitucci                                    | Allenatori | Sandro Dell'Agnello             |

| Arbitri: | Luca Weidmann (Campobasso) Manuel Mazzoni (Grosseto) Nicola Ranaudo (Milano) |

|                                   |            |                                |
| Gibson 18 Washington 17 Daniel 13 | Punti      | 20 Thomas 17 Ivanov 13 Lakovič |
| Cortese 2                         | Assist     | 6 Lakovič                      |
| Gibson 10                         | Rimbalzi   | 9 Thomas                       |
| Paolo Moretti                     | Allenatori | Francesco Vitucci              |

| Arbitri: | Denny Borgioni (Roma) Dario Morelli (Brindisi) Dino Seghetti (Livorno) |

|                             |            |                              |
| Thomas 25 Ivanov 20 Dean 11 | Punti      | 18 Goss 16 Ignerski 14 Baron |
| Dean, Spinelli 3            | Assist     | 5 Taylor                     |
| Ivanov, Thomas 11           | Rimbalzi   | 5 Goss                       |
| Francesco Vitucci           | Allenatori | Luca Dalmonte                |

| Arbitri: | Enrico Sabetta (Termoli) Mark Bartoli (Trieste) Gianluca Mattioli (Pesaro) |

|                                    |            |                              |
| Clark 20 De Nicolao 15 Polonara 15 | Punti      | 17 Thomas 12 Ivanov 10 Hayes |
| Clark 7                            | Assist     | 4 Ivanov, Lakovič, Spinelli  |
| Hassell 9                          | Rimbalzi   | 7 Ivanov                     |
| Fabrizio Frates                    | Allenatori | Francesco Vitucci            |

| Arbitri: | Carmelo Lo Guzzo (Pisa) Lorenzo Baldini (Firenze) Fabrizio Paglialunga (Taranto) |

|                                         |            |                                 |
| Ragland 24 Aradori 11 Jenkins, Cusin 10 | Punti      | 19 Dean 16 Richardson 11 Thomas |
| Ragland 5                               | Assist     | 7 Lakovič                       |
| Leunen 7                                | Rimbalzi   | 8 Thomas                        |
| Stefano Sacripanti                      | Allenatori | Francesco Vitucci               |

| Arbitri: | Enrico Sabetta (Termoli) Guerrino Cerebuch (Trieste) Gianluca Calbucci (Pomezia) |

|                                   |            |                                |
| Ivanov 15 Cavaliero 14 Lakovič 11 | Punti      | 17 Moore 15 Mordente 10 Vitali |
| Spinelli 4                        | Assist     | 6 Hannah                       |
| Ivanov 15                         | Rimbalzi   | 7 Mordente                     |
| Francesco Vitucci                 | Allenatori | Emanuele Molin                 |

| Arbitri: | Paolo Taurino (Vignola) Gianluca Sardella (Rimini) Carmelo Lo Guzzo (Pisa) |

|                                   |            |                                  |
| M. Green 24 Diener 15 C. Green 13 | Punti      | 16 Cavaliero 14 Ivanov 12 Thomas |
| M. Green 4                        | Assist     | 6 Lakovič                        |
| Diener 7                          | Rimbalzi   | 9 Ivanov                         |
| Romeo Sacchetti                   | Allenatori | Francesco Vitucci                |

| Arbitri: | Manuel Mazzoni (Grosseto) Maurizio Biggi (Cavenago di Brianza) Dario Morelli (Brindisi) |

|                                   |            |                                   |
| Richardson 29 Hayes 12 Lakovič 10 | Punti      | 26 Rich 18 Jackson 8 Kelly, Ndoja |
| Cavaliero 4                       | Assist     | 3 Woodside                        |
| Ivanov 13                         | Rimbalzi   | 10 Rich                           |
| Francesco Vitucci                 | Allenatori | Luigi Gresta                      |

| Arbitri: | Saverio Lanzarini (Bologna) Tolga Sahin (Messina) Emanuele Aronne (Viterbo) |

|                                  |            |                                  |
| Ivanov 19 Cavaliero 14 Thomas 12 | Punti      | 26 Hackett 16 Hunter 12 Viggiano |
| Ivanov 4                         | Assist     | 4 Hunter, Rochestie              |
| Thomas 8                         | Rimbalzi   | 16 Hunter                        |
| Francesco Vitucci                | Allenatori | Marco Crespi                     |

| Arbitri: | Massimiliano Filippini (San Nazaro di Savena) Mark Bartoli (Trieste) Evangelista Caiazza (Arzano) |

|                              |            |                                               |
| Linhart 20 Smith 19 Perić 14 | Punti      | 23 Thomas 13 Cavaliero, Dean, Hayes 5 Lakovič |
| Vitali 8                     | Assist     | 5 Lakovič                                     |
| Magro 6                      | Rimbalzi   | 8 Ivanov                                      |
| Zare Markovski               | Allenatori | Francesco Vitucci                             |

| Arbitri: | Guerrino Cerebuch (Trieste) Roberto Chiari (Ponzano Veneto) Michele Rossi (Anghiari) |

|                                   |            |                                |
| Hardy 20 Jordan, Ware 12 Motum 11 | Punti      | 25 Ivanov 22 Thomas 12 Lakovič |
| Ware 4                            | Assist     | 5 Cavaliero                    |
| Walsh 11                          | Rimbalzi   | 12                             |
| Luca Bechi                        | Allenatori | Francesco Vitucci              |

| Arbitri: | Gianluca Sardella (Rimini) Massimiliano Filippini (San Lazzaro di Savena) Gianluca Calbucci (Pomezia) |

|                             |            |                              |
| Ivanov 25 Dean 19 Thomas 14 | Punti      | 29 Dyson 18 Snaer 10 Bulleri |
| Cavaliero 6                 | Assist     | 3 Dyson                      |
| Ivanov, Thomas 11           | Rimbalzi   | 6 Campbell                   |
| Francesco Vitucci           | Allenatori | Piero Bucchi                 |

| Arbitri: | Roberto Begnis (Crema) Maurizio Biggi (Cavenago di Brianza) Emanuele Aronne (Viterbo) |

|                                           |            |                                  |
| Gentile, Langford 17 Melli 16 Jerrells 11 | Punti      | 15 Thomas 11 Cavaliero 10 Ivanov |
| Hackett 6                                 | Assist     | 4 Cavaliero                      |
| Melli 9                                   | Rimbalzi   | 6 Ivanov, Richardson, Thomas     |
| Luca Banchi                               | Allenatori | Francesco Vitucci                |

| Arbitri: | Alessandro Martolini (Roma) Saverio Lanzarini (Bologna) Luca Weidmann (Campobasso) |

|                                      |            |                                |
| Richardson 20 Cavaliero 18 Ivanov 16 | Punti      | 25 Cinciarini 18 Skeen 17 Mayo |
| Cavaliero 7                          | Assist     | 5 Mayo                         |
| Thomas 8                             | Rimbalzi   | 7 Skeen                        |
| Francesco Vitucci                    | Allenatori | Carlo Recalcati                |

| Arbitri: | Alessandro Vicino (Argelato) Fabrizio Paglialunga (Massafra) Carmelo Lo Guzzo (Pisa) |

|                                       |            |                                   |
| Cinciarini 17 White 16 Bell, Cervi 15 | Punti      | 15 Lakovič 14 Richardson 11 Hayes |
| Cinciarini 11                         | Assist     | 2 Hayes, Lakovič                  |
| Cinciarini 7                          | Rimbalzi   | 6 Thomas                          |
| Massimiliano Menetti                  | Allenatori | Francesco Vitucci                 |

##### Girone di ritorno
| Arbitri: | Paolo Taurino (Vignola) Enrico Sabetta (Termoli) Denny Borgioni (Roma) |

|                               |            |                                                |
| Turner 20 Anosike 18 Young 12 | Punti      | 22 Ivanov 14 Thomas, Cavaliero, Dean 8 Lakovič |
| Turner 4                      | Assist     | 4 Cavaliero]                                   |
| Anosike 22                    | Rimbalzi   | 7 Ivanov                                       |
| Sandro Dell'Agnello           | Allenatori | Francesco Vitucci                              |

| Arbitri: | Luigi Lamonica (Roseto degli Abruzzi) Alessandro Vicino (Argelato) Gabriele Bettini (Bologna) |

|                                 |            |                                    |
| Thomas 17 Hayes 16 Cavaliero 13 | Punti      | 18 Johnson 16 Wanamaker 14 Cortese |
| Lakovič 5                       | Assist     | 5 Wanamaker                        |
| Ivanov 10                       | Rimbalzi   | 7 Daniel                           |
| Francesco Vitucci               | Allenatori | Paolo Moretti                      |

| Arbitri: | Saverio Lanzarini (Bologna) Tolga Sahin (Messina) Gianluca Sardella (Rimini) |

|                             |            |                                |
| Goss 26 Hosley 20 Mbakwe 11 | Punti      | 22 Thomas 18 Ivanov 13 Lakovič |
| Baron, Goss 3               | Assist     | 6 Cavaliero, Spinelli          |
| Mbakwe 19                   | Rimbalzi   | 12 Ivanov                      |
| Luca Dalmonte               | Allenatori | Francesco Vitucci              |

| Arbitri: | Gianluca Mattioli (Pesaro) Maurizio Biggi (Cavenago di Brianza) Denis Quarta (Rivalta di Torino) |

|                                  |            |                                  |
| Ivanov 22 Cavaliero 21 Thomas 17 | Punti      | 14 Šakota 12 Clark 9 Šćekić, Ere |
| Cavaliero 5                      | Assist     | 2 Šakota, Clark, Banks           |
| Ivanov 13                        | Rimbalzi   | 12 Johnson                       |
| Francesco Vitucci                | Allenatori | Fabrizio Frates                  |

| Arbitri: | Alessandro Vicino (Argelato) Emanuele Aronne (Viterbo) Michele Rossi (Anghiari) |

|                               |            |                                           |
| Thomas 14 Ivanov 11 Lakovič 9 | Punti      | 24 Gentile 13 Aradori 12 Ragland, Jenkins |
| Cavaliero 6                   | Assist     | 3 Jenkins, Gentile                        |
| Thomas 9                      | Rimbalzi   | 7 Aradori                                 |
| Francesco Vitucci             | Allenatori | Stefano Sacripanti                        |

| Arbitri: | Paolo Taurino (Vignola) Manuel Mazzoni (Grosseto) Gianluca Sardella (Rimini) |

|                                               |            |                               |
| Brooks 25 Vitali, Scott, Easley 11 Roberts 10 | Punti      | 17 Thomas 13 Hayes 11 Lakovič |
| Moore 7                                       | Assist     | 3 Spinelli, Cavaliero         |
| Easley 8                                      | Rimbalzi   | 8 Thomas                      |
| Emanuele Molin                                | Allenatori | Francesco Vitucci             |

| Arbitri: | Saverio Lanzarini (Bologna) Mark Bartoli (Trieste) Alessandro Terreni (Vicenza) |

|                                  |            |                                                             |
| Ivanov 17 Cavaliero 13 Thomas 12 | Punti      | 13 C. Green, D. Diener 9 M. Green 8 T. Diener, Vanuzzo, Eze |
| Lakovič 7                        | Assist     | 6 T. Diener                                                 |
| Thomas 7                         | Rimbalzi   | 7 D. Diener                                                 |
| Francesco Vitucci                | Allenatori | Romeo Sacchetti                                             |

| Arbitri: | Guerrino Cerebuch (Trieste) Alessandro Martolini (Roma) Dario Morelli (Brindisi) |

|                                     |            |                               |
| Jackson 25 Kelly 14 Chase, Ndoja 12 | Punti      | 18 Lakovič 17 Ivanov 16 Hayes |
| Rich 5                              | Assist     | 5 Lakovič                     |
| Kelly 6                             | Rimbalzi   | 15 Ivanov                     |
| Cesare Pancotto                     | Allenatori | Francesco Vitucci             |

| Arbitri: | Luigi Lamonica (Roseto degli Abruzzi) Massimiliano Filippini (San Lazzaro di Savena) Gianluca Calbucci (Pomezia) |

|                              |            |                              |
| Green 16 Haynes 14 Hunter 11 | Punti      | 19 Thomas 15 Ivanov 13 Hayes |
| Haynes 5                     | Assist     | 7 Lakovič                    |
| Hunter 10                    | Rimbalzi   | 11 Thomas                    |
| Marco Crespi                 | Allenatori | Francesco Vitucci            |

| Arbitri: | Paolo Taurino (Vignola) Maurizio Biggi (Cavenago di Brianza) Alessandro Terreni (Vicenza) |

|                                 |            |                              |
| Thomas 26 Cavaliero 22 Hayes 12 | Punti      | 25 Smith 15 Vitali 14 Taylor |
| Ivanov 7                        | Assist     | 4 Vitali                     |
| Thomas 11                       | Rimbalzi   | 8 Smith                      |
| Francesco Vitucci               | Allenatori | Zare Markovski               |

| Arbitri: | Lorenzo Baldini (Firenze) Carmelo Lo Guzzo (Pisa) Evangelista Caiazza (Arzano) |

|                              |            |                             |
| Hayes 23 Ivanov 13 Thomas 12 | Punti      | 16 Jordan 15 Walsh 14 Hardy |
| Cavaliero 9                  | Assist     | 8 Warren                    |
| Ivanov 12                    | Rimbalzi   | 7 Ebi, Walsh                |
| Francesco Vitucci            | Allenatori | Giorgio Valli               |

| Arbitri: | Gianluca Sardella (Rimini) Mark Bartoli (Trieste) Denny Borgioni (Roma) |

|                                            |            |                                   |
| Dyson, James 17 Campbell 11 Lewis, Todić 7 | Punti      | 14 Foster 13 Cavaliero 12 Lakovič |
| Dyson 5                                    | Assist     | 3 Cavaliero, Goldwire             |
| James 10                                   | Rimbalzi   | 11 Ivanov                         |
| Piero Bucchi                               | Allenatori | Francesco Vitucci                 |

| Arbitri: | Luigi Lamonica (Roseto degli Abruzzi) Alessandro Vicino (Argelato) Emanuele Aronne (Viterbo) |

|                                 |            |                                    |
| Ivanov 22 Thomas 16 Goldwire 12 | Punti      | 27 Langford 18 Jerrells 13 Wallace |
| Lakovič 5                       | Assist     | 4 Wallace                          |
| Thomas 7                        | Rimbalzi   | 7 Melli, Moss                      |
| Francesco Vitucci               | Allenatori | Luca Banchi                        |

| Arbitri: | Gianluca Mattioli (Pesaro) Carmelo Lo Guzzo (Pisa) Dino Seghetti (Livorno) |

|                                             |            |                                                   |
| Cinciarini 38 Šakić 20 Kudláček, Mazzola 12 | Punti      | 21 Lakovič, Cavaliero, Foster 19 Thomas 14 Ivanov |
| Lauwers 4                                   | Assist     | 4 Goldwire                                        |
| Campani 8                                   | Rimbalzi   | 13 Ivanov                                         |
| Carlo Recalcati                             | Allenatori | Francesco Vitucci                                 |

| Arbitri: | Guerrino Cerebuch (Trieste) Saverio Lanzarini (Bologna) Massimiliano Filippini (San Lazzaro di Savena) |

|                                   |            |                                                   |
| Lakovič 20 Achara 14 Cavaliero 12 | Punti      | 19 White 10 Siliņš 9 Filloy, Kaukėnas, Cinciarini |
| Lakovič, Cavaliero 6              | Assist     | 7 White                                           |
| Thomas 8                          | Rimbalzi   | 6 Cinciarini                                      |
| Francesco Vitucci                 | Allenatori | Massimiliano Menetti                              |